# British Mediterranean Airways
British Mediterranean Airways – brytyjska linia lotnicza z siedzibą w Londynie. Należy do linii lotniczych British Airways. Głównym hubem jest Port lotniczy Londyn-Heathrow.